# Langues ede
Pour les articles homonymes, voir Ede.
Les langues ede sont un continuum linguistique de langues africaines proche du yoruba, appartenant à la branche yoruboïde de la famille des langues bénoué-congolaises. Elles sont parlées au Bénin et au Togo.

## Langues et dialectes
- Cabe (Caabe)
- Ica
- Idaca (Idaaca)
- Ifɛ
- Ije
- Nago du Sud
- Nago kura
- Nago du Nord  (Manigri, Kambolé)